# Beliła
Beliła (bułg. Белила) – wieś w Bułgarii, w obwodzie Burgas, w gminie Sredec. W 2023 roku liczyła 40 mieszkańców.